# Paulianacarus nodosus
Paulianacarus nodosus är en kvalsterart som beskrevs av Balogh 1961. Paulianacarus nodosus ingår i släktet Paulianacarus och familjen Lohmanniidae. Inga underarter finns listade i Catalogue of Life.